# Conophytum
Conophytum és un gènere de plantes amb flors amb 470 espècies de plantes suculentes dins la família Aizoaceae.
És originari del sud d'Àfrica, on creix en turons rocosos; les plantes estan formades per petits cossos carnosos que formen grups compactes de fulles quasi esfèriques, soldades fins al punt que només una petita diferència separa les dues fulles. En la natura els grups de fulles s'amaguen entre les roques i en les esquerdes que retenen argila i sorra.
A la primavera les flors apareixen entre les fulles, amb la corol·la de pètals grans i prims, que creix en forma de trompeta. Tenen colors vius: viola, groc, vermell i rosa.
Floreixen a la tardor. Necessiten llum, però no la llum solar directa. La temperatura mínima és de 5 °C, la màxima de 27 °C.
Es reprodueixen per divisió de fulles o per llavors.

## Algunes espècies
- Conophytum bilobum
- Conophytum calculus
- Conophytum ectypum
- Conophytum elishae
- Conophytum fulleri
- Conophytum meyerae
- Conophytum minutum
- Conophytum obcordellum
- Conophytum pillansii
- Conophytum saxetanum
- Conophytum scitulum
- Conophytum wiggetae